# Zavrnjen damin gambit, ortodoksna obramba, Laskerjeva obramba
ECO klasifikacija: D57
Laskerjeva obramba spada med šahovske zaprte otvoritve. Pri tovrstnih otvoritvah gre za relativno mirno pozicijsko strategijo, ki se pogosto konča z remijem, vendar je ne priporočajo začetnikom, ki ne poznajo prednosti, slabosti in pasti tovrstnih otvoritev ter posledičnih končnic. Otvoritev nosi ime po Emanuelu Laskerju, ki jo je prvič predstavil leta 1935, kjer je kot črni igral proti Grigoryju Levenfishu. Partija se je končala neodločeno.
| Laskerjeva obramba |

- 1. d4 d5 2. c4 e6 3. Sc3 Sf6 4. Lg5 Le7 5. e3 O-O 6. Sf3 h6 7. Lh4 Se4 8. Le7 De7 9. cd5 Sc3 10. bc3